# Тараненко Олександр Сергійович
Олександр Сергійович Тараненко (24 листопада 1947, Київ) — український дипломат. Надзвичайний та Повноважний Посол України

## Біографія
Народився 24 листопада 1947 року в Києві. Закінчив Київський державний університет ім. Т.Шевченка (1970), факультет іноземних мов. Дипломатичну академію МЗС СРСР (1978), Центральний університет Лас-Вільяс у Санта-Кларі Куба.
- 1970-1973 — перекладач групи радянських радників у Республіці Куба.
- 1973-1978 — аташе, 3-й, 2-й, 1-й секретар МЗС Української РСР
- 1979-1983 — співробітник секретаріату ООН.
- 1984-1992 — начальник протокольного відділу, Управління державного протоколу МЗС України, член колегії МЗС України.
- 1992-1994 — заступник голови Київської міської державної адміністрації з зовнішньо-економічних питань.
- 1994-1995 — головний радник Міністерства закордонних справ України.
- 02.1995-02.1997 — Надзвичайний та Повноважний Посол України на Кубі.
- 02.1997-01.2004 — Надзвичайний та Повноважний Посол України в Іспанії.
- 02.1997-01.2004 — Надзвичайний та Повноважний Посол України в Князівстві Андорра за сумісництвом
- 04.2000-01.2004 — Постійний представник України при Всесвітній туристичній організації за сумісництвом.
- 01.2004-14.06.2006 — Надзвичайний та Повноважний Посол України в Мексиці.
- 10.2004-14.06.2006 — Надзвичайний та Повноважний Посол України в Гватемала за сумісництвом.
- 10.2004-14.06.2006 — Надзвичайний та Повноважний Посол України в Панамі за сумісництвом.
- 06.05.2006-14.06.2006 — Надзвичайний та Повноважний Посол України в Коста-Риці за сумісництвом.
- 23.04.2008-29.01.2013 — Надзвичайний та Повноважний Посол України в Аргентині.[1]